# Парк Есенина

Памятник Сергею Есенину

Парк Есе́нина — парк в Невском районе Санкт-Петербурга, ограничен проспектом Большевиков, улицей Дыбенко, улицей Подвойского и Товарищеским проспектом, входит в состав муниципального округа Оккервиль.
По территории протекает река Оккервиль, в парке находится небольшой пруд.

## История
В начале 1980-х годов лесной массив, существовавший на берегу реки Оккервиль, в квартале между улицами Дыбенко и Подвойского, был реконструирован в парк. В центральной части парка сохранился лесной массив. Часть русла безымянного ручья — притока Оккервиля юго-западнее Товарищеского моста была превращена в пруд посредством устройства плотины.
Официального акта о присвоении парку названия не существует. В форме парк Есенина — в честь поэта С. А. Есенина — он присутствует в законе Санкт-Петербурга от 19.09.2007 № 430-85 «О зеленых насаждениях общего пользования» с первой редакции.
В 2000-х годах парк потерял 3,6 гектара для строительства гипермаркета «О‘Кей» на углу улицы Подвойского и проспекта Большевиков (проспект Большевиков, 10, корпус 1, — 2006 год постройки) и 1,7 гектара возле вестибюля станции метро «Улица Дыбенко» для строительства двух зданий ТРК «Невский» (проспект Большевиков, 18, — 2001 год постройки; проспект Большевиков, 18, корпус 2, — 2006 год постройки).
6 октября 2013 года, к 118-й годовщине со дня рождения поэта, в парке торжественно открыт памятник Сергею Есенину. Также заложена аллея Литераторов.
Весной — летом 2014 года в парке проведено благоустройство: обновлены пешеходные дорожки, расчищены дренажные канавы, установлено освещение.
В 2020 году заброшенное здание насосной на Товарищеском проспекте, 13, было продано с торгов. В 2021 году стало известно, что земельный участок площадью 0,7 гектара вдоль улицы Дыбенко отдан в аренду для размещения спортивного объекта.
Левый берег Оккервиля в центре парка ежегодно уменьшается — разрушается под действием вод. Вместо с землей оголяются корни деревьев, вследствие чего они падают. Чтобы устранить причину, в парке планируется реконструировать дренажную систему.
В реке Оккервиль в районе парка уже несколько лет живёт семейство бобров.